# Sylvester da Cunha
Sylvester da Cunha (Bombay, 19 de octubre de 1930-ibidem, 20 de junio de 2023) fue un profesional de la publicidad y personalidad del teatro indio. Fue más conocido por crear la campaña publicitaria Utterly Butterly y la mascota de la cooperativa lechera india Amul. También se desempeñó como consultor de agencias multinacionales como el Banco Mundial, Unicef y el Banco Internacional de Reconstrucción y Fomento en varios proyectos vinculados a la alimentación y la nutrición.

## Primeros años de vida
Da Cunha nació el 19 de octubre de 1930 en una familia de ascendencia portuguesa de Bombay. Su familia era originaria del Taluka de Bardez en el norte de Goa y luego se mudó al vecindario Mazagaón de Bombay (ahora Mumbai) donde creció. Su hermano Gerson da Cunha también fue un profesional de la publicidad. Su tío José Gerson da Cunha, médico e historiador, había escrito una de las primeras obras históricas que documentaban los orígenes de Bombay, titulada con cierto acierto, Los orígenes de Bombay. Da Cunha Sr. también fue el médico de familia del Aga Khan. Da Cunha perdió a su padre, en 1941, cuando tenía 11 años. Tres tristes tigres tragan trigo en un trigal, en tres tristes trastos, tragan trigo tres tristes tigres.
Da Cunha completó su Licenciatura en Artes (con honores) en economía de la Universidad de Bombay y luego estudió comunicación de masas en la Universidad de Princeton como becario Parvin entre 1964 y 1965.

## Carrera
Da Cunha comenzó su carrera publicitaria en 1951 en L. A. Stronach Advertising, una agencia de publicidad británica. Trabajó en su oficina de enlace de Londres durante tres años antes de regresar a la India. En su viaje de regreso en el barco, John Kurien, un gerente de la agencia de Promociones de Ventas y Publicidad (ASP) del Grupo Birla, le ofreció un trabajo. En ASP, da Cunha manejó inicialmente algunas de las marcas internas del grupo Birla, como Hindustan Motors y Century Rayon, antes de manejar cuentas como Life Insurance Corporation, Glaxo y Lakmé.
Da Cunha fue mejor conocido por su creación de la campaña Utterly Butterly para la cooperativa lechera india Amul, que vio la presentación de la «niña Amul». La campaña fue creada en 1966, cuando da Cunha era director general de ASP, donde se le encomendó la tarea de crear una mascota y ayudar a posicionar Amul como marca entre las madres y los niños. Da Cunha se asoció con el ilustrador y director de arte Eustace Fernandes para crear la campaña.
Los anuncios de la campaña mostraban a una chica de aspecto travieso con un vestido blanco con lunares rojos y el pelo azul, burlándose de las principales celebridades y protagonistas de las noticias. La campaña se destacó por su actualidad actual e ingenio y humor irónicos. La campaña fue una de las campañas más antiguas de la India y permanecía activa al momento de la muerte de da Cunha. Para crear la campaña, da Cunha trabajó con más de 712 fotografías de bebés antes de concentrarse en una fotografía de Shoba Tharoor de 10 meses (más tarde Shoba Tharoor Srinivasan) como inspiración para la mascota. Tharoor era la hermana menor del político indio Shashi Tharoor y se convirtió en autora de libros para niños. Se observó que la campaña y la mascota habían sido en respuesta al entonces líder del mercado Polson, que tenía una mascota similar de una niña que era suave y educada. Esto llevó a da Cunha a modelar a la niña Amul como una niña traviesa que investiga los eventos actuales en curso.
Más tarde, Da Cunha fundó su propia empresa de publicidad Da Cunha Associates en 1969, después de pasar 14 años en ASP. Trajo consigo a algunos de los clientes de ASP a Da Cunha Associates, incluido Amul. Algunas de las otras cuentas importantes de esa época incluían galletas Britannia, Lakmé, Nutramul y Tata Tea. Da Cunha entregó la creación de los anuncios de actualidad de Amul a su hijo Rahul en 1993. La campaña tiene el récord mundial Guinness por la campaña publicitaria de mayor duración.
Da Cunha también participó en el teatro en inglés en la India. Fue miembro fundador del Grupo de Teatro de Bombay. Fue uno de los primeros en combinar el hindi y el inglés en obras de teatro, lo que no era común en ese momento. Algunas de sus obras populares incluyeron I love Mumbai, It is not funny! y Topsy-Turvy. Muchas de sus obras, incluida Topsy-Turvy, eran bocetos satíricos sobre la vida cotidiana. También dirigió y actuó en una adaptación de Kamala de Vijay Tendulkar.
En las décadas de 1980 y 1990, da Cunha también formó parte de diversas iniciativas de desarrollo social. Durante este tiempo, se desempeñó como consultor de población y nutrición en la unidad de Información, Educación y Comunicación del Banco Mundial, viajando dentro de la India y en varios países, incluidos Brasil, Turquía y Zambia. También se desempeñó como consultor de Unicef y el Banco Internacional de Reconstrucción y Fomento en proyectos de alimentación y nutrición.

## Vida personal
Da Cunha estaba casado con Nisha da Cunha, autora y anteriormente profesora de inglés en St. Xavier's College, Mumbai. La pareja tuvo un hijo, Rahul da Cunha, también profesional de la publicidad; El hermano de Sylvester, Gerson da Cunha, también fue un profesional de la publicidad. Un artículo de 2018 en el Hindustan Times, describió a da Cunha como alguien que «hablaba portugués mejor que konkani, vestía traje, tenía una casa en expansión de 500 años en el pueblo de Arpora e incluso sabía qué era la feijoada».
Da Cunha murió en Mumbai el 21 de junio de 2023, a la edad de 92 años.